# Списак ликова серије Морнарички истражитељи

Ово је списак свих главних и епизодних ликова који се појављују у серији "МЗИС" која се емитује од 23. септембра 2003. године.

## Преглед
| Лик               | Глумац           | Сезоне   | Сезоне   | Сезоне   | Сезоне   | Сезоне   | Сезоне   | Сезоне   | Сезоне   | Сезоне   | Сезоне | Сезоне | Сезоне | Сезоне | Сезоне | Сезоне | Сезоне | Сезоне | Сезоне | Сезоне | Сезоне | Сезоне | Сезоне |
| Лик               | Глумац           | 1        | 2        | 3        | 4        | 5        | 6        | 7        | 8        | 9        | 10     | 11     | 12     | 13     | 14     | 15     | 16     | 17     | 18     | 19     | 20     | 21     | 22     |
| ----------------- | ---------------- | -------- | -------- | -------- | -------- | -------- | -------- | -------- | -------- | -------- | ------ | ------ | ------ | ------ | ------ | ------ | ------ | ------ | ------ | ------ | ------ | ------ | ------ |
| Лерој Џетро Гибс  | Марк Хармон      | Главна   | Главна   | Главна   | Главна   | Главна   | Главна   | Главна   | Главна   | Главна   | Главна | Главна | Главна | Главна | Главна | Главна | Главна | Главна | Главна | Главна |        |        |        |
| Кејтлин Тод       | Саша Александер  | Главна   | Главна   | П        |          |          |          |          | Гост     | Гост     |        |        | Г      |        |        |        |        |        |        |        |        |        |        |
| Ентони Динозо мл. | Мајкл Ведерли    | Главна   | Главна   | Главна   | Главна   | Главна   | Главна   | Главна   | Главна   | Главна   | Главна | Главна | Главна | Главна |        |        |        |        |        |        |        | Г      |        |
| Ебигејл Шуто      | Поли Перет       | Главна   | Главна   | Главна   | Главна   | Главна   | Главна   | Главна   | Главна   | Главна   | Главна | Главна | Главна | Главна | Главна | Главна |        |        |        |        |        |        |        |
| др Доналд Малард  | Дејвид Мекалум   | Главна   | Главна   | Главна   | Главна   | Главна   | Главна   | Главна   | Главна   | Главна   | Главна | Главна | Главна | Главна | Главна | Главна | Главна | Главна | Главна | Главна | Главна | Главна |        |
| Тимоти Макги      | Шон Мареј        | П        | Главна   | Главна   | Главна   | Главна   | Главна   | Главна   | Главна   | Главна   | Главна | Главна | Главна | Главна | Главна | Главна | Главна | Главна | Главна | Главна | Главна | Главна | Главна |
| Зива Давид        | Коте де Пабло    |          |          | Главна   | Главна   | Главна   | Главна   | Главна   | Главна   | Главна   | Главна | Главна |        |        |        |        | Г      | П      |        |        |        |        |        |
| Џенифер Шепард    | Лорен Холи       |          |          | Главна   | Главна   | Главна   |          |          |          | П        |        |        | П      |        |        |        |        |        |        |        |        |        |        |
| Леон Венс         | Роки Керол       |          |          |          |          | П        | Главна   | Главна   | Главна   | Главна   | Главна | Главна | Главна | Главна | Главна | Главна | Главна | Главна | Главна | Главна | Главна | Главна | Главна |
| Џејмс Палмер      | Брајан Дицен     | Повратна | Повратна | Повратна | Повратна | Повратна | Повратна | Повратна | Повратна | Повратна | Главна | Главна | Главна | Главна | Главна | Главна | Главна | Главна | Главна | Главна | Главна | Главна | Главна |
| Еленор Бишоп      | Емили Викершом   |          |          |          |          |          |          |          |          |          |        | Главна | Главна | Главна | Главна | Главна | Главна | Главна | Главна |        |        |        |        |
| Николас Торес     | Вилмер Валдерама |          |          |          |          |          |          |          |          |          |        |        |        |        | Главна | Главна | Главна | Главна | Главна | Главна | Главна | Главна | Главна |
| Александра Квин   | Џенифер Еспозито |          |          |          |          |          |          |          |          |          |        |        |        |        | Г      |        |        |        |        |        |        |        |        |
| Клејтон Ривс      | Двејн Хенри      |          |          |          |          |          |          |          |          |          |        |        |        | П      | Главна | Главна |        |        |        |        |        |        |        |
| Џеклин Слоун      | Марија Бело      |          |          |          |          |          |          |          |          |          |        |        |        |        |        | Главна | Главна | Главна | Главна |        |        |        |        |
| Кејси Хајнс       | Диона Ризоновер  |          |          |          |          |          |          |          |          |          |        |        |        |        |        | П      | Главна | Главна | Главна | Главна | Главна | Главна | Главна |
| Џесика Најт       | Катрина Ло       |          |          |          |          |          |          |          |          |          |        |        |        |        |        |        |        |        | П      | Главна | Главна | Главна | Главна |
| Алден Паркер      | Гери Кол         |          |          |          |          |          |          |          |          |          |        |        |        |        |        |        |        |        |        | Главна | Главна | Главна | Главна |

## Главни

### Лерој Џетро Гибс
Надзорни специјални агент Лерој Џетро Гибс (тумачи га Марк Хармон) је рођен у Стилвотеру у Пенсилванији од оца Џексона и мајке Ен. Он је уврштен у морнарицу 1976. године и постао је снајпериста. Након што је одслужио војни рок у Панами и Ираку, повукао се из војног корпуса у чину наредника артиљерца. Придружио се МИС-у, који је касније постао МЗИС, након што су његова супруга Шенон и ћерка јединица Кели убијене 1991. године. Он је касније путовао у Мексико и убио дилера који је одговоран, а тај злочин је држао скривен двадесет година. Од тада, он се женио и разводио три пута, иако је имао низ романтичних односа од његовог последњег развода.
Гибс води тим који се састоји од теренских агената Диноза, Макгија и Бишопове, уз подршку форензичара Еби Шуто и мртвозорника др Маларда и његових помоћника. У епизоди "Бабарога", Гибс долази лицем у лице с терористом Аријем Хасваријем и покушава да га убије, али не успева. Проналажење Арија је касније постало опсесија за Гибса након што је Ари упуцао и убио првобитног члан тима Кејт Тод пред Гибсом и Динозом у епизоди "Сумрак". Гибс често показује незадовољство према свом тиму (поготово према Динозу или Макгију због неких информатичких израза) тако да им лупа ћушке по темену, поступак који касније деле чланови тима и који зову "тупкање" или "Гибс-ћушка".
Гибс је често приказан у свом подруму као прави брод, бар један од њих, који се зове по његовој ћерки, а други по његовој покојној супрузи. У епизоди "Повратни удар", када се сукобио са "Голијатом" у авиону "Арес-у," Гибс открива да је невин. Он је стручњак за снајпере, као што је приказано у епизоди "Јаз" у бљесковима из прошлости како пуца из даљине у главу убици његове супруге и ћерке, који је возио возило, у епизоди "Достава", где пише у досијеу који се читају директор Леон Венс и у епизоди "Опасност" када убија отмичаре врло брзим хицем клечећи у гепеку, и то левом руком. У епизоди "Истина или последице", Гибс спашава целу своју екипу убиством вође терористичке ћелијске хицем након што су Динозо и Макги заробљени тражећи Зиву. На крају девете сезоне, у епизоди "Док нас смрт не растави", бомба је експлодирала у седишту МЗИС-а, а Гибс и Еби су пали на под у њеној лабораторији. Он и Еби су преживели. У епизоди "Изузетна предрасуда", Гибс лови Харпера Диринга, шуњајући се терористином кућу у западној Виџинији, а када он извади пиштољ, Гибс га убада ножем и убија.
Хармон је један од двоје глумаца који су се појавили у свакој епизоди серије "МЗИС".

### Кејтлин Тод
Специјални агент Кејтлин "Кејт" Тод (тумачила је Саша Александер) се први пут се појављује у епизоди "Одобрење највишег степена", у првој епизоди серије, као агент Тајне службе задужена за заштиту председника Буша у председничком авиону, а током чега сарађује са Леројем Џетром Гибсом, вођом агената МЗИС-а приликом истраге сумњиве смрти у авиону; на крају епизоде даје отказ након што се испоставило да је прекршила правила службе одржавањем љубавне везе са једним од чланова председничке пратње; упркос тога Гибс јој, дубоко импресиониран њеним вештинама, нуди место у свом тиму што Тодова прихвата.
Тодова у тиму брзо стиче поштовање својих колега, а приликом истрага исказује највише емпатије према жртвама злочина, посебно када су у питању жене и деце. Посебно се зближава са Ебигејл Шуто, док се њен однос са Тонијем Динозом врти између необавезног флерта и отвореног непријатељства.
У епизоди "Сумрак", емитованој на крају друге сезоне ју је убио снајперским хицем у чело од Ари Хасвари, одметнути Мосадов агент и Ал Каидин оперативац у САД-у. Тај догађај је дубоко погодио чланове тима. Њено место је касније заузела Зива Давид, бивша агенткиња Мосада и Аријева полусестра, а након њеног одласка Ели Бишоп.

### Ентони Динозо мл.
Старији специјални агент Ентони Д. "Тони" Динозо мл. (тумачио га је Мајкл Ведерли) је бивши детектив Одељења за убиства у Балтиморској полицији. Пре Балтимора, радио је у Филаделфијској и Пеоријској полицији. Као и Гибс, има ограничено стрпљење за научне метода и техничке захтеве. Динозо је можда најпознатији по својим наизглед бескрајним филмским цитатима; Зива је рекла да ће њевгове речи на самрти бити "Гледао сам тај филм". Тони је похађао Државни Универзитет у Охају и био је члан "Алфа Хи Делта" братства 1989. године. За Диноза је речено да је играо кошарку у тиму Охајо, у разговору између Еби Шуто и њеног асистента Чипа. У епизоди "Убити Арија (2. део)" је речено да долази из богате породице, али је то пресекао његов отац Ентони Динозо ст. (Роберт Вагнер). Динозова мајка је била превише заштитнички настројена и она га је "облачила као морнара када је имао 10 година" (епизода "Намештаљка").
Динозо воли да флертује и има свој удео у успеху у том делу. Он има склоност да зеза своје сараднике и да мало поштује њихове границе. Током четврте сезоне, он је био на тајном задатку који је директорка Џени Шепард водила, а који је био кључна мисија за проналажење познатог трговца оружјем познатог као "Жабац", када је играо дечка Жабчеве ћерке, али се заљубио у њу. У епизоду "Нокаут", откривено је да му не иде добро са женама и да је још увек у боловима због свог односа са Џин Беноом. Постоји много романтичних тензија између Тонија и Зиве. Упркос свом плејбој маниру и расположивој природе, Динозо је често приказан као веома оштар; успео је да убеди директора Мосада, Илаја Давида да призна да је наредио Ривкину и Зиви да шпијунирају МЗИС. Прераспоређен је као агент на броду на крају пете сезоне у епизоди "Дан пресуде (2. део)" и вратио се у МЗИС у епизоди "Агент на броду". На крају девете сезоне, у епизоди "Док нас смрт не растави", бомба је експлодирала у штабу МЗИС-а када су Тони и Зива сбили у лифту. Обоје су спасени из лифта и преживели су своје искушење.
У тринаестој сезони, Динозо открива да воли Зиву након што је сазнао да је умрла и откривено је да имају ћерку Тали. Напустио је МЗИС да би путовао у Израел и Француску да пронађе одговоре и да се повеже са својом ћерком.
Пре него што је отишао на крају тринаесте сезоне, у епизоди "Прво породица (4. део)", Динозо се појавио у свакој епизоди, сем у епизоди "Кућни праг (2. део)".

### Ебигејл Шуто
Ебигејл "Еби" Шуто (тумачи је Поли Перет) је форензички специјалиста у МЗИС-у. Као што је наведено у епизоди "Сидог", она је усвојено дете глувих родитеља. Касније је сазнала да има рођеног брата, кога је нашла у десетој сезони. Еби је позната по својом готском стилу облачења и по зависности од измишљеног, високо-кофеинског пића "Паф-ап!" након чега је, према бившој директорки МЗИС-а Џени Шепард, добила надимак "Енергетска Еби". Еби је имала кратак сексуални однос са специјалним агентом Макгијем, који је виђен у епизоди "Будница" на крају прве сезоне који се завршио тако да су њих двоје остали пријатељи. Она је најактивнији и пријатељски члан тима, често грли сваког и говори брзо, иако мође лако да се омете. Еби је један од ретких који може да разговара са Гибсом слободно и често купује "Паф-ап!". Она и Гибс течно говоре на знаковном језику. Еби има плишаног нилског коња по имену Берт који се често појављује у серији и пружа комичност у иначе напетим ситуацијама. Еби је развила склоност ка војним псом трагачем у петој сезони, у епизоди "Псећи трагови". Његово право име је било "Буч", али га је она преименовала у "Џетро" (по Гибсу) због тога што је "леп и миран". Пас је осумњичен за убиство подофицира, али Еби је доказала да је Џетро невин. Након тога, Еби је приморала Макгија да га усвоји, на његово запрепашћење (јер је га је Џетро напао у једној од претходних епизода). Еби је желела да усвоји Џетра сама, али јој је забранио станодавац.
Ебини хобији, укључујући куглање са калуђерицама, где помаже у изградњи домова за оне којима је то потребно, је играње видео игрица. Она такође спава у мртвачком сандуку, и, по Динозу, она је "најсрећнија готичарка кога ћете икада срести". На крају девете сезоне, у епизоди "Док нас смрт не растави", у експлозији бомбе у штабу МЗИС-а, она и Гибс су пали на под у њеној лабораторијаи. У првој епизоди десете сезоне, "Изузетна предрасуда", откривено је да је преживела и да није била повређена.
Перетова је једна од двоје глумаца који су се појавили у свакој епизоди серије "МЗИС".

### Др. Доналд Малард
Др. Доналд "Даки" Малард (тумачи га Дејвид Макалум) је главни медицински вештак у МЗИС-у. Његов надимак "Даки", како га сви у МЗИС-у зову, је створен по презимену Малард, што значи "дивља патка". Када је био млађи звали су га "Дони". Малард је рођен у Шкотској и он је дугогодишњи пријатељ Гибса. Он има "други таленат" како Гибс то назива, пошто може да прочита људе, који се проширује у четвртој сезони проучавањем психологије. У случају без тела, она помаже својим психолошким знањем, тако што дешифрује трагове које је оставио починилац. Његова вештина у читању понашања доказује да може да буде од пресудног значаја у успостављању модус операндија и мотива. Малард је ексцентричан лик који често говори са мртвима ("Њихова тела ми говоре много, то доста помаже") и живи са много дугим личним успоменама и историјскиим записима, али је срдачан човек. У епизоди "Истина или последице", Тони га је описао речима: "Понекад му је глава спојена директно на уста" Он такође све сараднике правим именом, уз изузетке Еби, Гибса и помоћника медицинског вештака Џимија Палмера, којима се са Ебигејл (или госпођица Шуто), Џетро, и господин Палмер (иако има добар однос са Палмером, зове га Џими кад је забринут за њега, што је откривено у епизодама "О лицу" и "Обилазак"). Он такође зове Џени Шепард и Леона Венса њиховим звањима "директор". Иако већину свог времена проводи у мртвачници и одлазећи на места злочина да прегледа тело, послат је на веома важан тајни задатак у епизоди "Повратни удар".
Малард је завршио факултет "Етон" и Универзизтет Медицинског факултета у Единбургу и служио је Медицинским трупама краљевске војске. Док је био у МТКВ-у, он се борио у Вијетнамском рату, а у програму размене официра са војском Сједињених Америчких Држава. Он је такође провео неко време у Авганистану током совјетске инвазије, и у Босни током југословенских ратова. Онда је дошао у МЗИС 1992. године. Током свог боравка у Авганистану, у избегличком кампу Јалозаи код пакистанске границе, Даки је налетео на ЦИА-ин програм испитивања који је предводио Марцин Јерека или господин Бол, који је мучио авганистанске избеглице под сумњом за шпијунажу и познавању војних покрета. Када је Даки сазнао о програму од младића по имену Џавид ког је мучио господина Бол, дао је Џавиду смртоносну дозу морфијума да га спаси од споре и болне смрти од руку Бола. Даки је такође избавио бројне друге затворенике пре него што га је логор хорора натерао да напусти Авганистан. Када је Џавидова сестра напала Дакија на месту злочина, прича се поново појавила и Дакија је испитивала авганистанска влада због оптужбе за ратне злочине. Међутим, он је проглашен невиним када се суочио са господином ПБолом у авганистанској амбасади. Откривено је да је господин Бол знао да је Џавид невин и да је једини разлог што је био мучен, много пута, тај што је покушавао да сломи Дакија, тако да не би добијао већи број затвореника Дакијеву инекцију морфијума. Бол је тада ухапшен због учествовања и предат је Авганистанцима на суђење. Даки је, међутим, да ни он неће бити заборављен за та дела, нити од стране других или нити од њега самог. Даки и Гибс су заједно радили дуги низ година, али Даки је идентификован као Гибсов најбољи пријатељ. Када је специјални агент Тод питала Гибса "Како је Даки изгледао када је био млад?" он је одговорио: "Као Илија Кирјакин" - руска агента из СМКЗП-а кога је Макалум играу у телевизијској серији из '60-тих "Човек из СМКЗП-а". Даки вози Морган кога је рестаурирао сам. У епизоди "Нешто је у ваздуху", открива да има сестрића, али даљи подаци нису дати.
Даки је живео са мајком и њеним коргијем до шесте сезоне. У епизоди "Убијена птица", Даки открива да се његова мајка преселила и да има Алцхајмерову болест. Нина Фош, глумица која је глумила Дакијев мајку, је умрла 5. децембра 2008. године, што је захтевало промену. У епизоди "Дупли иеднтитет", откривено је да је Дакијева мајка умрла. Њен споменик показује да је живела од 1912. до 2010. године. Остатак екипе је сазнао да је Викторија Малард умрла када је Еби пратили Даикја до гробља. Касније, Гибс му изјављује саучешће током обдукције, али Даки је очигледно био срећан због њене смрти, а не тужан (вероватно зато што више не болује од Алцхајмерове болести), и зато што је била захвална што јој је он син. Изразио је понос Гибсу што је она живела скоро 100 година. У епизоди "Окретање точка", Даки открива да има полубрата, Николаса, који је 20 година млађи од њега; његов отац Џозеф и његова бивша маћеха, Лорејн су се појавили у тој епизоди.
Даки има класични спортски ауто Морган. Звоно на његовом мобилном има музику из песме "Храбра Шкотска" коју свирају гајдаши. Ту је покренут гег у којем се Даки и његов помоћник (прво Џералд па Џими) често губе или падају у незгодну прилику док се возе на место злочина. У епизоду за Ноћ вештица "Лов на вештице", он и Џими су каснили јер су им комби бомбардовала деца у својим костимима. Према Џимију, Даки је јурио децу неколико улица док их није ухватио и натерао да уђу у комби и оперу шофер-шајбну. У деветој сезони, у епизоди "Играње с' ватром", утврђено је да је Даки наследио доста новца од мајчине наследства. Гибс је прва особа која је то открила. Даки је тражио од Гибса да буде извршилац његовог тестамента. Док се шетао плажом, Даки је претрпео срчани удар на крају девете сезоне у епизоди "Док нас смрт не растави", након што је чуо о експлозији бомбе у штабу МЗИС-а, а затим је виђен како лежи непомичан. У епизоди "Изузетна предрасуда", откривено је да је жив и да прима терапију након што је пронађен на плажи. Он се опоравио од срчаног удараи под смањеним оптерећењем, враћа се на посао уз тим. Из овога се види како форсира Џимија да буде више самопоуздан и да буде спреман да заузме његово место.
Дејвид Макалум се појавио у свакој епизоди серије "МЗИС", сем у епизоди "Легенда (2. део)" у шестој сезони.

### Тимоти Макги
Тимоти "Тим" Макги (тумачи га Шон Мареј) се први пут појавио у епизоди "У тајности" као агента стациониран у Норфолку, а затим је унапређен у теренског агента и добио место у Гибсовом тиму на крају прве епизоде друге сезоне "Не видети зло". Ова епизода је обележила његов улазак у главну поставу серије, као млађег специјалног агента МЗИС-а. Он служи као рачунарски саветник на терену и повремено помаже Еби Шуто у лабораторији. Макги се сукобљава са Динозом, иако су њих двојица постали партнери (после Зивиног одласка из тима на крају шесте сезоне), они су често представљани у виду ефикасног тима, међутим, њихов однос се вратио у првобитно стање након што се Зива вратила. Макгијеве методе су често недостижне за остале чланове тима и због тога га зову "Макштребер", "Мекгу" и "Припко" (скраћено од "Приправник") како га Динозо зове (заједно са другим подругљивим надимцима, углавном на темељу његовог презимена); и "господин ЕлФ", због коришћења више знакова од његовог лика Елфа у интернет игрици. Похађао је биомедицинско инжењерство на Универзитету "Џон Хопкинс" и рачунарску форензику на Масаусетском институту за технологије (МИТ). Дипломирао је као најбољи у својој генерацији.
Макги је и писац, пише крими романе, укључујући и светски бестселер, "Дубока шестица": Наставак Авантура Л. Џ. Тибса, под псеудонимом: Том И. Гемкити (анаграм његовог имена), који садржи ликове базиране на његовим колегама и других из његовог свакодневног живота. Вози сребрни Порше Бокстер што је виђено у епизоди "Уврнута сестра". Има Еплов Ајфон паметни телефон који често користи у току истраге. Он је власник пса Џетра који је лажно оптужен да је убио свог полицијског претпостављеног. Еби је доказала његову невиност и дала му је име Џетро и натерала Макгија да усвоји Џетра јер је њен станодавац не дозвољава држање пса (епизода "Псећи трагови"). Макги је пребачен у Дивизију за мрежне злочине на крају пете сезоне (епизода "Дан пресуде (2. део)") и вратио се у МЗИС у шестој сезони (епизода "До последњег човека"). На крају девете сезоне, у епизоди "Док нас смрт не растави", бомба је експлодирала у штабу МЗИС-а и Макги се бацио преко канцеларије када је летело стакло. Преживео је, али је добио посекотине од стакла које су захтевале неколико шавова.
Када је Динозо отишао на крају тринаесте сезоне, Макги је одмах унапређен у Старијег теренског агента.

### Зива Давид
Зива Давид (тумачила је Коте де Пабло) је у почетку била официр за везу између Мосада и МЗИС-а, а то је постала након што је специјалног агента Кејтлин Тод убио одметнути Мосадов оперативац по имену Ари Хасвари. Зива је била Аријева контролна официрка и полусестра. Упркос томе што је првобитно веровало да је Ари невин, она га је смртно упуцала када је покушао да убије Гибса и тако је стекла његово поверење. Касније је захтевала од буде официр за везу у МЗИС-у, а касније се придружила Гибсовом тиму. На крају шесте сезоне, она пада под сумњу да је шпијун Мосада. Де Паблова је описала илк као неког ко је "потпуно другачији од било кога другог у серији" и да је зато што "је она била око мушкараца цео мој живот." Творац серије Доналд П. Беллисарио је рекао: "Када је лик Кејт убијен крајем прошле сезоне хтео сам да доведем неког ко има исти карактер као Кејт, али неког ко је био јако пуританац, напет и када ће да се похвалити са Тонијем као старијим братом. Хтео сам да доведем лик који ће узроковати да Тони мора да седне и не буде само у стању да јој пркоси. И желео сам некога ко је више међународан. "Давидина специјалност у Мосаду су шпијунажа, атентати и борба против тероризма, а и врло је вешта у борилачким вештинама. Говори хебрејски, енглески, арапски, шпански, француски, немачки, италијански, руски и турски. Упркос томе што течно говори енглески, она понекад користи погрешан идиом или израз и зато је зезају у серији. Током серије је  оптужена да вози пребрзо, што је довело до тога да Макги и Динозо увек желе да возе кад год се удруже са њом. Она је приказана како се често свађа са Динозом у доброћудном аргументу. Она је врло вешта са ножем. Она је једина особа којој Гибс верује са било којом врстом оружја у тешким, потенцијално опасним ситуацијама. Током своје каријере, она је пропутовала неколико земаља, укључујући Египат (где се упознала са Џени Шепард), Ирак, Велику Британију и Мароко.
Након Зивиног изгнанства и мучења у терористичком кампу у Сомалији, мучена је неколико месеци, а онда је иступила из Мосада. У седмој сезони, у епизоди "Добар полицајац, лош полицајац", она постаје пробни специјални агент МЗИС-а. Од тада, Тони се односи према њој (као и према Макгију) као "Припко". Од епизоде "Правило педесетједан (2. део)" она је држављанка Сједињених Америчких Држава и може да постане пуноправни агент што је и постала у деветој сезони, у епизоди "Природа звери". Давидова ретко говори о свом приватном животу. У десетој сезони, цела њена непосредна породица је преминула. Њен отац Илај Давид је био директор Мосада док није убијен у епизоди "Шабат Шалом". У серији се ретко помињала њена мајка, Ривка, која ју је научила да вози; све што је познато је да је њена мајка умрла, а да она нема исту мајку као Ари. Њена млађа сестра, Тали Дејвид, је убијена у Хамаском терористичком нападу на Израел, када је имала шеснаест године. Она такође има тетку Нети која воли да игра домине. Зива зна да свира клавир и показала је да ужива у кувању и читању. Она ужива у измишљенм пићу "Бери Манго". Зива вози црвени Мини Купер, али га је на крају десете сезоне продала и узела већи црвени ауто. Он воли да слуша израелски бенд "Хадаг Накаш" и латино-амерички бенд "Хир". Зива нема телевизор, али њен омиљени филм је "Звук музике". Након што је Зива поднела оставку у МЗИС-у, њу је заменила бивша НСА-ова аначитичарка Еленор Бишоп.
У тринаестој сезони, након Зивине прептпостављене смрти на рукама Трента Корта - унајмњеног убице, откривено је да она и Тони имају ћерку Тали.

### Џенифер Шепард
Џенифер "Џени" Шепард (тумачила је Лорен Холи) се први пут појавила у епизоди "Убити Арија (1. део)". Она је заменила бившег директора МЗИС-а Томаса Мороуа на почетку треће сезоне након што је Мороу заузео место заменика директора Министарства одбране. Она је била војно дете, пошто је њен отац, Џеспер Шепард, пуковник у војсци Сједињених Америчких Држава. Сматра се да је то један од разлога зашто се придружила снагама организације, а не да раде негде, као што је ФБИ. Џени је Гибсова бивша партнерка и љубавница. Иако су она и Гибс били стационирани у Европи, Гибсу је наређено да се врати у Сједињене Америчке Државе, а њој је понуђен сопствени тим у Европи. Када је Гибс питао Џени да иде са њим, она је одбила, јер је желела да преузме своју каријеру како би се осветила трговцу оружја који јој је убио оца. Џени и Гибс су се поново срели у епизоду "Убити Арија (1. део)" када је Гибса штрецнуло срце и када се створио стални флерт између ње и Гибса. Џени је убијена у епизоду "Дан пресуде (1. део)". У време њене смрти она је већ умирала од непознате болести за коју су само Даки и Мајк Френкс знали. Након њене смрти, Даки је коначно открио вест о њеној болести Гибсу. Шепардова је имала близак однос са Зивом Давид и повремено јој је давала кључне податке о случајевима, без одласка редовним путем, или да говори Гибсу, као у епизоди "Случај са главом". Сложиле су се да то остане у тајности тврдећи да "оно што Гибс не зна не може да нас повреди". Касније, у епизоди, ипак Гибс каже да већ зна о њеној помоћи. Шепардова и Зива су имао радни однос и пре него што је она именована за директора МЗИС-а.
Током четврте сезоне, директорка Шепард шаље Тонија Диноза на тајни задатак да се приближи злогласном међународном трговцу оружјем Ренеу Бенои, познатиијем као "Жабац". Касније се у сезони открило да Џени криви Беноу за смрт свог оца и да је Беноа део веће ЦИА-ине операције. Гибс обавештава Џени о операцији, што указује да с је понеле емоције у току поступка и да је свесно ставила Диноза у опасност и угрозила целу ЦИА-ину операцију кријући се иза места директорке МЗИС-и да би оправдала то. Током епизоде "Унутрашња контрола", снажно се указује да Шепардова одговорна за "Жапчево" убиство, што је поновљен када је Гибс гледао ФБИ-ев досије о "Жапчевој" смрти у епизоди "Дан пресуде (1. део)". У неколико епизода у петој сезони, пре њене смрти у епизоди "Дан пресуде (1. део)", Џени је лошег здравља и то постаје проблем. Нa пример, у епизоди "Заседа" Даки је рекао Еби да уради тест крви за неидентификовану особу. Међутим, када је Еби разговарала са Џимијем Палмером, он јој је рекао да немају НН лице. Гибс је закључио, исправно, да је једина особа којој би Даки "подметнуо своја леђа" директорка. У следећој епизоди, "Псећи трагови", Гибс испитује Џени о њеној болести, а она га лаже, говорећи да је добро. Њена тачна болест никада није откривена, међутим, у епизоди "Заседа" она је каже Еби каже Дакију да постоји повишен развој креатина у крви коју је проверила.
Мајк Френкс је такође знао за Џенину болест када јој је у ташни пронашао лек. У епизоди "Дан пресуде (1. део)" Френкс и Џени су разговарали у напуштеном ресторану у пустињи у Калифорнији када је признала да јој је жао због одлуке због које је напустила Гибса у Паризу и да га још увек воли. Она је открила да није успела да уради свој посао у операцији пре десет година, када је требало да она и Гибс убију руске љубавнике који су били господари криминала. Гибс је убио човека, али Џени није успела да убије жену Наташу (или Светлану). Као резултат тога, Наташа шаље убице да убију Џени у ресторану, али Џени успева да их све побије. Али Џени је рањена током пуцњаве и подлегла је повредама. Френкс, који је био ван у време пуцњаве, се вратио у Џенину кућу где је Наташа покушала да убије Гибса и упуцао је. Гибс и Френкс су одлучили да прикрију грешку и Џенину смрт прикажу као пожар у вили у Џорџтауну. Џенин узрок смрти је наведен као "смрти у пожару". Њен губитак је сломио срце тиму. Еби је било жао што никада није рекла Џени да се лепо облачила и каже да би јој то  ставило осмех на лице. Након смрти директорке Шепард, њено место је заузео помоћник директора Леон Венс.

### Леон Венс
Леон Џејмс Венс (тумачи га Роки Керол) се први пут појавио у петој сезони, у епизоди "Унутрашња контрола", као помоћник директора МЗИС-а. Он је именован за директора након смрти Џени Шепард. У епизоду "Нокаут" је откривено да је пореклом из Охаја, али је одрастао у Чикагу, где је вежбао бокс. Његова супруга тврди да је Венс био на Војној академији САД-а и да је постао поручник друге класе у војсци, али је био присиљен да узме медицински отпуст и пре него што је кренуо у борбу због лечења повреда из бокса. Међутим, Даки касније открива Гибсу да је Венсов друг из детињства, који је умро пре почетка епизоде, такође имао исту повреду. Венс је такође рекао да је тај друг одлучио да оде из Чикага. Венс је рекао то упркос уверавањима Гибса да је његов друг био војник, иако не постоји запис о служби у војсци тог друга.
Више о Венсовој позадини се открива у осмој сезони, у епизоди "Домаћи непријатељ (2. део)". Да би играо младог Венса, Роки Керол је прошао маскерски процес који је назвао "мало тренутног затезања лица". Рачунарски ефекти су коришћени да га вратити око 20 година уназад. 1991. године, непосредно пре доласка у МЗИС, Вецс је био студент на Војном факултету Сједињених Држава током рата на Родском Острву. Његови предмети су, између осталог, били Борбена филозофија и Напредна криптографија. Током свог времена на Војном факултету, почиње се да се бринуо за црне операције, па чак је замишља једну: Операција "Франкенштајн", која ће касније да одигра велику улогу у осмој сезони. МИС је био веома заинтересован за њега, па је унајмио специјалну  агенткињу Витни Шарп за операцију у Амстердаму под именом "Тридент". Венса је тренирала Шарпова и оставила га је на шест недеља праксе у Амстердаму, где је упознао својг водича, Рајли Макалистер. Макалистер му је рекао да је циљ операције неки руски обавештајац, који је Венсу био познат само као "Рус". МИС је сматрао да подмићује војнике у замену за податке. Венс је касније упознао Елија Давида, обећавајућег агента Мосада, који му је рекао да је он знао за операцију и да је "Рус" убијен. Касније је Ели издао Венса "Русу", али је открио да је то урадио само да би могао да га убије. Ели је такође рекао Венсу да је изабран јер је потрошна роба и да он није неко ко би се пропустио. Ели и Венс су побили "Русове" плаћене убице, али је "Рус" успео да побегне и Ели није могао да га пронађе. Венс је био одговоран за елиминацију тима убица и брзо је почео да напредује кроз редове МЗИС-а. Он верује, заједно са Елијом, да Амстердам није оно што се чинило и они су дошли до закључка да постоји корумпирани агент у МЗИС-у, онај који је заправо откуцао "Русу" Венсову мисију. Касније је откривено да је Макалистер осмислио читаву операцију: био је стручњак у Русији, видео је да ће да се распадне Совјетски Савез и увидео је да је Русија бацила око на Блиски исток. Знајући да ће му то што ради отворити место дирекетора МИС-а, испланирао је да Венса убије руски оперативац и да то прикаже као руску претњу и опасност да би задовољио своје амбиције.
Венс преузима МЗИС након што је Џени Шепард била одсутна у епизодама "Унутрашња контрола" и "Дан пресуде (2. део)", успостављајући своје присуство ка Гибсу и његовом тиму. Он пребацује Тонија, Макгија и Зиву у различита одељења и додељује Гибсу нови тим на почетку 6 сезоне, у епизоди "До последњег човека", али касније је откривено да је то урадио да би истерао кртицу из агенције. Венс и Гибс су се сукобили у том распону, што је изазвало хладни рат између њих који се завршио у епизоди "Агент на борду" у току шесте сезоне. Њих двојица су се сукобљавали и касније, пошто је Гибс осећао да не може у потпуности да верује Венсу, иако не може да утврди тачан разлог зашто. Венс је предводио истрагу о смрти Шепардове и увелико се наљутио што није знао да су Гибс и Мајк Френкс манипулисали ситуацијом да ослободе Шепардову од њеног неуспеха из прошлости, а то Венс није имао на уму. Након смрти Шепардове, а можда и пре, он лобира секретара морнарице да би праузео МЗИС, као што се види у епизоди "Огртач", али у епизоди "Увек верни" секретар морнарице обавештава Гибса о великој операцији која ће захтевати да Венс служи као водећи и да због МЗИС-а и морнарице Гибс и Венс морају да се помире. Ствари су се поново закомпликовале када је Гибс оптужио Венса да продаје тим директору Моссада, Елију Давиду. Венс одговара да је Зива подметнута и да је Мосад користи као извидницу у МЗИС-у. Венс је такође открио да зна праву причу о смрти Арија Хасварија. Након тога, њих двојица су схватили да ће околности доказати да је један од њих у праву. На почетку седме сезоне, Венс одобрава Зивино пребацивање у МЗИС, доказујући да је Гибс био у праву, и да је Зива одана МЗИС-у. Упркос свом односу према Гибсовом тиму, Венс је показао да брине о њима, барем једанпут, када је Алехандро Ривера претио Еби у епизоди "Паук и мува (3. део)". Он је рекао Ривери да оде пре него што га неко не повреди, Ривера пита ко, а он му љутито одговара: "Ја".
Чак и након догађаја у епизоду "Алах", Венс је показао да је и даље у званичном контакту са Елијем Давидом, директор Моссада. Ово је показао када је примио поруку са његовог мобилног у којој се наводи само: "Нашао сам га". Венс је такође одбио да говори о Елијевом позиву са Гибсом, иако зна колико је опасан Ели, упркос незавидном односу са Гибсом и његовиг тимом. Након што је унапређен на место директора на крају пете сезоне, Венс је одмах отишао у канцеларију бивше директорке Шепард и види се како уништава документ из личних досијеа. У шестој сезони, у епизоди "Увек верни" је откривено да је то био документ који је написао његов надређени у то време. Секретар морнарице је рекао Гибсу да је датотека измишљотина и да је мислио да су сви примерци уништени. Касније је откривено у осмој сезоне, у епизоди "Домаћи непријаетљ (2. део)" да је шеф теренске канцеларије у Сан Дијегу, када Венс је тамо био додељен, почео да прави легенде о Венсу у које су били укључени монтирани подаци о Венсу, како би се блокадом покрио тајни задатак, укључујући и лажне податке да је Венс био пилот и директор теренске канцеларије.
На крају девете сезоне, у епизоди "Док нас смрт не растави (1. део)", бомба је експлодирала у штабу МЗИС-а, и нико није знао где је Венс. На почетку десете сезоне, у епизоду "Екстремна предрасуда (2. део)", откривено је да је остао релативно нетакнут, као и Гибс и Еби. Током десете сезоне, у епизоди "Шабат Шалом," Венс је постао удовац када је његова супруга Џеки рањена и умрла током операције. Илај Давид је умро у истој епизоди. У једанаестој сезони, у епизоди "Носталгија", Џекин дуго изгубљени биолошки отац Ламар Едисон се појавио у породичној кући, на велико Венсово незадовољство. Он је открио да је напустио Џеки, њену мајку и брата кад је био млад и да никада није био у браку са њеном мајком. Венс и Џеки имају двоје деце: ћерку Кајлу, и сина Џареда. Венс је упознао своју жену док је похађао универзитет "Мериленд", где је играо кошарку, док је Лен Бијас још играо. Током десете сезоне, Венс и Гибс су се спријатељили. Гибс је постао емпатичан према Венсу јер му је жена умрла док се опорављао од повреда, пошто је и он прошао кроз сличну ситуацију. Венс је такође спречио да Гибса ухапси Министарство одбране током унутршање контроле омогућавајући му да привремено раде за КДС.
У епизоди "Дупла невоља", Венс је замало дао отказ након што се суокбио са бившим агентом МЗИС-а Кипом Клагменом, кога је он ухапсио када је радио на последњем случају као теренски агент у Сан Дијегу 2005. године, док он и Гибс нису скинули љагу са његовог имена. У том тренутку, секретар Портер помиње да је он био директор МЗИС-а дуже него његова два претходника заједно (значи, мало више од 7 година).

### Џејмс Палмер
Џејмс "Џими" Палмер (тумачи га Брајан Дицен) се први пут појавио у епизоди "Подељене одлуке". Након рањавања Џералда Џексона, Палмер постаје Дакијев помоћник на терену и у мртвачници. У епизоди "О лицу", Џими постаје централни, јер мора да се опорави од губитка памћења како би пронашао главног осумњиченог у случају убиства и његовог покушаја убиства. Сам је рекао да пати од дијабетеса у епизоди "У мраку". Њега често изгледа застрашује Гибс, поготово кад објашњава нешто што није потребно. Део разлога да др. Малард и он често нису на месту злочина пре Гибса и његовог тим је то што се др. Малард увек жали да Џими лоше вози и да су се често губили, иако Џими покушава да се брани истичући да Даки држи карту. Он је добио име по бившем бацачу Балтимор Ориолса Џиму Палмеру, али не воли бејзбол.
Као и Даки, и Палмер говори са мртвацима, иако их далеко више поштује, понекад подиже обрве у том поступку. Неке епизоде приказују текућу романсу између Џимија и Мишел Ли. Они праве изговоре за рада до касно и виде се како улазе и излазе са доње стране стола за обдукцију. У епизоди "До последњег човека" Палмер признаје Гибсу и Венсу да су он и агент Ли радили "то" неко време. У епизоди "Клуб добрих жена" је откривено да је Џими клаустрофобичан. Приликом уласка у затворени ходник је виђен како се зноји обилато и када мора да иде по вреће за лешеве он је у паници јер треба да се врати кроз њега. У епизоди "О лицу" Џимија је хипнотисала Еби, закључује се да има некакав фетиш за стопала и ципеле, јер прича о Зивиним и Ебиним ципелама, уместо да открије основу информација о текућем предмету. Епизода показује да се његова мајка зове Јунис. У епизоду "Одскок", показује се да Палмер редовно помаже Тонију када мења Гибса, упркос чињеници да је Тони често исмејавао Палмера, називајући га "Обдукцијски гремлин". Палмер је такође показао да има озбиљно зујање у ушима.
У седмој сезони, откривено је да је Џими заљубљен у девојку по имену Брин Слејтер, која се појављује у епизоди "Материце". На крају осме сезоне, у епизоди "Пирамида", специјални агент МЗИС-а Е. Џ. Берет честита Џимију на његовом ангажману, а на почетку девете сезоне, у епизоди "Природа звери," Зива каже да се он жени следећег пролећа. У деветој сезони, у епизоди "Новорођени краљ", Палмера прати по штабу МЗИС-а његовог будући таст Ед Слејтер. Слејтеру наизменично иде на живце цео тим и Палмеров избор занимања. Највећи део тима или игнорише Слејтера или тихо толерше његову грубост из поштовања према Палмеру и његовом госту. Еби је изузетак - када је Слејтер дао коментар у вези са промискуитетним и тетовираним женама, она ставља Палмера и Слејтера на тајмаут закључајући их у својој канцеларији. Палмер на крају, пошто му је било доста Слејтеровог понашања, каже му да седне и ућути. Крај епизоде показује како Слејтер прихвата Палмера и изражава жељу за унуцима. У епизоди "Док нас смрт не растави (1. део)", пре него што је била експлозија у штабу МЗИС-а, Палмер и Брин су одлучили да се венчају на лицу места, тако да он може да помогне остатку тима у случају Харпера Диринга. У епизоди "Проклет да си", Џими каже Дакију да су он и Брин на листи чекања за усвајање, јер има толико много деце без родитеља. У једанаестој сезони, у епизоди "Ћерка адмиралов" Џими кроз игру речи открива да је Брин трудна.
Током првих неколико сезона, Џими је приказан као чудовиште које има тенденцију да побегне или да говори преко реда, што је знатно иритало Гибса, па чак и Дакија у неким приликама. Када се први пут појавио, као и код већине почетника, зачикавао га је Динозо. До десете сезоне, он је приказан више као сурогат син за Дакија, а не само као његов помоћник. У епизоди "Екстремна предрасуда (2. део)", он инсистира да остане крај Дакијевог кревета док га Даки није убедио да МЗИС-у више треба. У дванаестој сезони, у епизоди "Ми градимо, ми се боримо," Џими постаје отац када је Брин родила девојчицу којој су дали име "Викторија Елизабет Палмер" по Дакијевој мајци, а Даки ће бити њен "Дека Даки".

### Еленор Бишоп
Еленор "Ели" Бишоп (тумачи је Емили Викершом) је НСА аналитичар који се први пут појавио у епизоди "Провера храбрости". Бишопова је из "земље девојака" из Оклахоме и има три старија брата. По опису свог шефа у НСА она је "усамљени чудак за податке", а Бишопова тврди да "запамти скоро све што прочита" и често размишља док седи у турском седу на поду. Она је додељена МЗИС-у пре него што је преузела посао у НСА, а Гибс је позива на "заједничку обавезу према задатку." Гибс јој касније нуди пробни рад као специјални агент у епизоди "Чудовишта и људи", од миља је зове "Припко". Након тога је, Динозо и Макги су виђени како извлаче картицу за радни стаж и како јој говоре да уради неке техничке ствари, као што је прикупљање доказа. Бишопова је неколико пута приказана као мала перфекционисткиња, јер понекад тражи други покушај, знајући да може бити боље следећи пут. Када је први пут представљена, Динозо и Макги су брзо приметили њен прстен, али је и даље била скромна када су је питали о њеном брачном стању. На крају је открила да је удата и да је њен супруг Џејк Малој (Џејми Бембер), адвкат у НСА. Они су се састали током прве недеље у НСА, иако се током тринаесте сезоне чини да имају брачне проблеме. У деветој епизоди тринаесте сезоне Џејк открива да има аферу са једном агенткињом НСА. Бишопова је ужаснута и њих двоје се раздвајају тако да  Бишопова иде кући у Оклахому да буде мало далеко. Касније се вратила у Вашингтон да настави да ради у МЗИС-у и каже Џејку да је њихов брак брзо пропада, јер се она придружила МЗИС-у. Упркос чињеници да жели да изглади ствари, она је већ поднела папире за развод.
Бишопова гледа на Гибса како на очинску фигуру и брзо учи о њему. Након развода је желела да буде сама неко време. У епизоди "Непријатељски борац" откривено је да Ели излази са преводиоцем МЗИС-а Квасимом Назиром, који је последњи пут виђен у дванаестој сезони. На жалост, веза се завршила изненада када је Квазим подлегао повредама због напада злочинца кога је тим МЗИС-а пратио, а Бишопова остаје погођена болом и одлучна да се освети за Квазимово убиство. Квинова је забринута због њеног стања када је прислушкивала њу кад је тражила од официра МИ6 Клејтона Ривса да преведе предмете на којима је Квазим помагао у току случаја. Откривено је да је Квазим запросио Бишопову пар недеља пре погибије. Тражила му је неко време да размисли, а он је пристао. Бишопова је хтела да прихвати просидбу у ноћи кад је погинуо, али није стигла.

### Николас Торес
Николас "Ник" Торес (тумачи га Вајлдер Вајлдерама) је описан као "МЗИС-ов теренски агент који је нестао након што је отишао тајни задатак пре много година". У ствари, многи агенти не знају да је oн још на послу - а ни да ли је жив. Када се поново појавио постао је посвећен свом послу и својој земљи као и увек, али након свог дугогодишњег задатка постао је непредвидив, харизматичан и лабав.
Ник је радио као тајни агент много година за МЗИС, али кад му је маска откривена и кад је сазнао да сестра може да му буде у опасности, он се журно враћа у Вашингон да спречи то. Међутим, његова мисија се укршта са задатком Гибсове екипе и након што је сарађивао са њима како би привео нападаче на своју сестру, понуђено му је место у екипи као и Алекс Квин. Ник је имао често проблема да се прилагоди обичном животу и раду са екипом и као такав, он не носи одећу са ознаком "МЗИС" кад иде на места злочина. После много година на тајним задацима стекао је распон вештина као што је борба прса у прса, али методе су му мало непредвидиве, као што је одвраћање пажње наоружаних злочинаца скоком на њихов сто за покер док их Макги држи на нишану. Ник се такође не плаши да прекрши парвила кад то треба, као што се једном приликом сукобио са Гибсом. 
Ник је врло харизматичан, има смисао за хумор и лепо се уклапа у друштвене ситуације јер је навео осумњиченог да проговори ннудећи му чоколадицу. Држи своју слику на свом столу која га подсећа на жену коју је волео, а која је умрла од рака као девојка. Такође је развио пријатрељско противништво са Клејтоном Ривсом, јер покушавају да надмаше један другог било да су натајном задатку или се такмиче у обарању руку.

### Александра Квин
Александра "Алекс" Квин (тумачи је Џенифер Еспозито) се придружила Гибсовом тиму након што је 15 година била у Савезном законском центру за обучавање снага (СЗЦОС-у). Пре тога је била теренски агент, али након што јој је партнер убијен у заседи док су пратили осумњиченог и кад јој се веридба са Мајком распала, напустила је терен. Квинова је упознала Гибса када је била део тима који је истраживао смрт њеног партнера. 
Има сестру од око двадесетак година и мајку за коју се касније открило да болује од Алцхајмера. 
Квинова је описана као "оштроумна, да брзо мисли и да има огромну надареност за савезног агента".

### Клејтон Ривс
Клејтон Ривс (тумачи га Двејн Хенри) је обавештајац МИ6 који се први пут појавио у епизоди "Мртво слово (3. део)" када је радио у иностранству са Ентонијем Динозом. По повратку у САД, Клејтона је напао Трент Корт, који је касније упуцан и убијен. 
Вратио се као главни лик у 14. сезони, али прво такво појављивање је било у епизоди "Фили" где се придружио Бишоповој и Квиновој да реше случај несталог официра МИ6. У епизоди "Плати па играј" се враћа, радећи за међународну столом МЗИС-а. Пошто је његов сто тачка спотицања екипи, настао је гег за његово изненадно искакање са подацима о случају. 
Након тајног задатка у вези хватања терористе Чена, тајно је радио са Бишоповом да би скупио податке о њему и ухапсио га, упркос што им је Гибс обома наредио да одступе. Ривс је научио многе вештине у МИ6 и донеоси те вештине у тим кад је потребно, у распону од рачунарства до пилотирања на тајним задацима. 
Пошто је пријатељски настројен и шармантан према сваком кога упозна, развио је противништво са Торесом, пошто су обојица сезонски тајни агенти и пошто покушавају да надмаше један другог.
Гласберг је описао Ривса као забавног и брзог човека који има физикалност у себи и искреношћу осветљава просторију. Ту је и врста пенушаве опасности која испливава на површину.

## Епизодни

### Томас Мороу
Томас "Том" Мороу (тумачио га је Алан Дејл) је био директор МЗИС-а од 1. до 3. сезоне. У току 10. сезоне се вратио са положајем у Државној безбедности. Пред крај 13. сезоне је убијен.

### Тобијас Форнел
Тобијас Форнел (тумачи га Џо Спано) је старији специјални агент ФБИ-а. Форнел је једини епизодни лик који се појавио у свакој сезони.

### Мајкл Френкс
Мајкл "Мајк" Френкс (тумачио га је Мјус Вотсон) је Гибсов стари ментор из МЗИС-а. Први пут се појавио у бљесковима из прошлости на крају 3. сезоне. Мајк Френкс је убијен током 8. сезоне. Од 9. до 13. сезоне Мајк се појављивао у Гибсовим привиђањима.

## Остали

### Вивијан Блекедер
Специјални агент Вивијан Блекедер (тумачила је Робин Ливели) је бивша агенткиња ФБИ-ја која се придуржила МЗИС-у након напада на брод Кол на коме је њен брат Рекс погинуо. Упркос томе што је специјални агент, изгледа да је више усресређена да освети братовљеву смрт по сваку цену него да сарађује са остатком екипе. Њена опседнутост за осветом често живцира Гибса - Гибс јој је рекао да се сконцентрише на случај или ће је вратити у ФБИ. Касније, у епизоди "Отапање (2. део)", је упропастила МЗИС-ово деловање хватања терористе који планира још један напад. Иако није приказано, назначено је да је или враћена у ФБИ или је добила отказ у МЗИС-у заувек због својих грешака. Она је једини лик који се појавио у почетним епизодама у серији Војни адвокати, али не и у серији МЗИС. 
Вивијан Блекедер се појавила у серији САГ, у епизодама "Ледена краљица (1. део)" и "Отапање (2. део)".

### Дон Добс
Специјални агент Дон Добс (тумачио га је Томас Ентони Џоунс) је специјални агент МЗИС-а који је помагао екипи око истраге убиства поручнице Сингер, али као и Блекедерова, он се није појавио у серији МЗИС. 
Дон Добс се појавио само у епизоди "Ледена краљица (1. део)" серије Војни адвокати.